# Мічі (Теннессі)
Мічі (англ. Michie) — місто (англ. town) в США, в окрузі МакНері штату Теннессі. Населення — 679 осіб (2020).

## Географія
Мічі розташоване за координатами 35°3′37″ пн. ш. 88°25′33″ зх. д. / 35.06028° пн. ш. 88.42583° зх. д. (35.060283, -88.425721).  За даними Бюро перепису населення США в 2010 році місто мало площу 14,56 км², уся площа — суходіл.

## Демографія
Згідно з переписом 2010 року, у місті мешкала 591 особа в 259 домогосподарствах у складі 178 родин. Густота населення становила 41 особа/км².  Було 301 помешкання (21/км²).
Расовий склад населення:
| - 98,8 % — білих - 0,3 % — азіатів - 0,2 % — корінних американців - 0,2 % — чорних або афроамериканців |

До двох чи більше рас належало 0,3 %. Частка іспаномовних становила 0,5 % від усіх жителів.
За віковим діапазоном населення розподілялося таким чином: 20,3 % — особи молодші 18 років, 59,4 % — особи у віці 18—64 років, 20,3 % — особи у віці 65 років та старші. Медіана віку мешканця становила 45,9 року. На 100 осіб жіночої статі у місті припадало 86,4 чоловіків;  на 100 жінок у віці від 18 років та старших — 90,7 чоловіків також старших 18 років.
Середній дохід на одне домашнє господарство  становив 34 696 доларів США (медіана — 24 083), а середній дохід на одну сім'ю — 42 170 доларів (медіана — 32 917). За межею бідності перебувало 27,6 % осіб, у тому числі 42,9 % дітей у віці до 18 років та 21,4 % осіб у віці 65 років та старших.
Цивільне працевлаштоване населення становило 208 осіб. Основні галузі зайнятості: виробництво — 28,4 %, освіта, охорона здоров'я та соціальна допомога — 23,1 %, роздрібна торгівля — 9,1 %, мистецтво, розваги та відпочинок — 8,7 %.